# Långholmen (vid Lielaxön, Pargas)
Långholmen är en ö i Finland. Den ligger i Skärgårdshavet och i kommunen Pargas i den ekonomiska regionen  Åboland i landskapet Egentliga Finland, i den sydvästra delen av landet. Ön ligger omkring 17 kilometer sydöst om Åbo och omkring 140 kilometer väster om Helsingfors.
Öns area är 28,7 hektar och dess största längd är 1,1 kilometer i öst-västlig riktning. Ön höjer sig omkring 40 meter över havsytan.